# Pyramide SAK S3
La pyramide SAK S3 se situe au sud de Saqqarah en Égypte, près de la pyramide de Khendjer. SAK S3 (Saqqara Sud 3) est le nom provisoire et moderne d'une pyramide égyptienne, qui a été repérée par l'équipe allemande du Deutsches Archäologisches Institut au nord de la pyramide de Khendjer au printemps 2006 lors d'une enquête de terrain à Saqqara Sud. La structure apparaît sur certaines cartes anciennes comme une colline, sans être identifiée comme une pyramide. Elle est datée avec une certaine certitude de la XIIIe dynastie. 

## Structure
Le contour de la pyramide indique une base mesurant 55 × 55 mètres - environ cent coudées royales. C'est une taille courante pour les pyramides de la XIIIe dynastie. Dans la zone de la pyramide se trouve une fosse rectangulaire mesurant environ 20 × 25 mètres, dans laquelle se trouvait la sous-structure de la pyramide. L'entrée de la fosse se trouvait sur le côté Est. La fosse est entourée de tas de gravats pouvant atteindre deux mètres de haut et contenant des fragments de calcaire et des restes de briques crues. Les découvertes suggèrent que la construction de la pyramide a été abandonnée peu après le début de la construction.

## Propriétaire et date
La pyramide n'ayant pas encore fait l'objet de fouilles systématiques, aucune conclusion ne peut être apportée quant à son propriétaire. Les découvertes de poteries dans les environs datent de la XIIIe dynastie.